# Hans Fallada

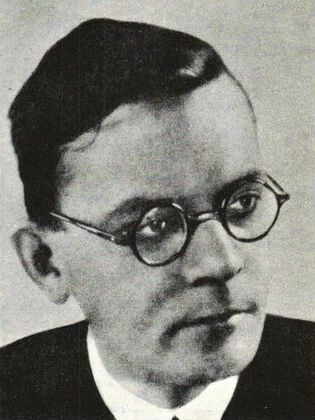
Hans Fallada

Rudolf Wilhelm Friedrich Ditzen, cuyo seudónimo era Hans Fallada (Greifswald, 21 de julio de 1893-Berlín, 5 de febrero de 1947) fue un escritor alemán. Es uno de los autores alemanes más famosos del siglo XX. Sus obras están relacionadas en su mayor parte con la nueva objetividad.

## Biografía

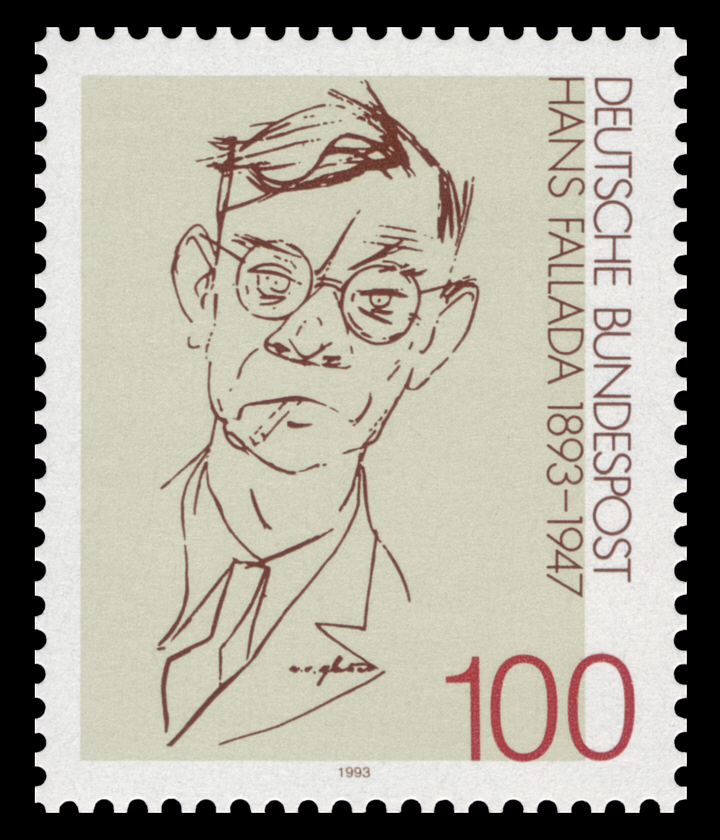
Sello postal conmemorativo

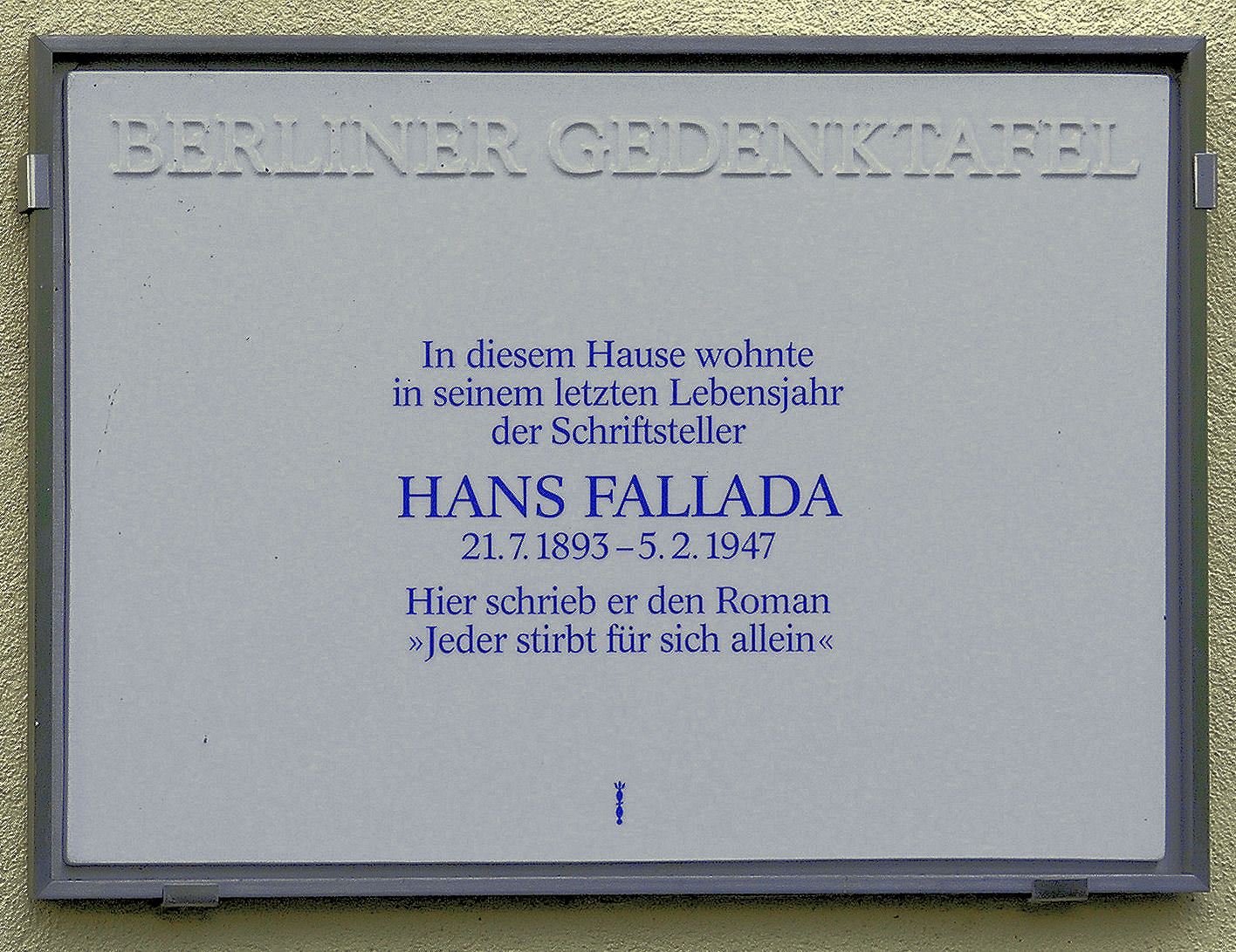
Placa conmemorativa

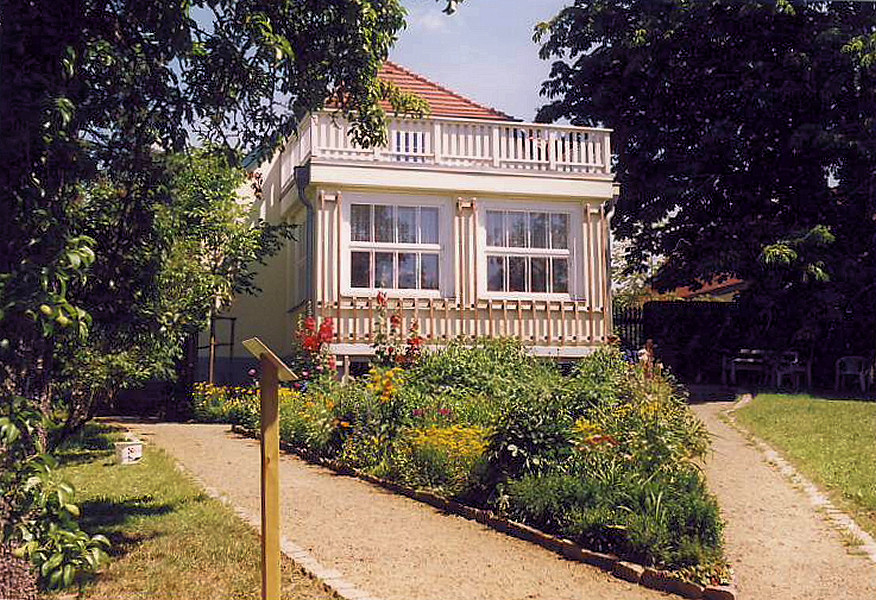
Residencia de Hans Fallada en Carwitz hoy convertida en museo

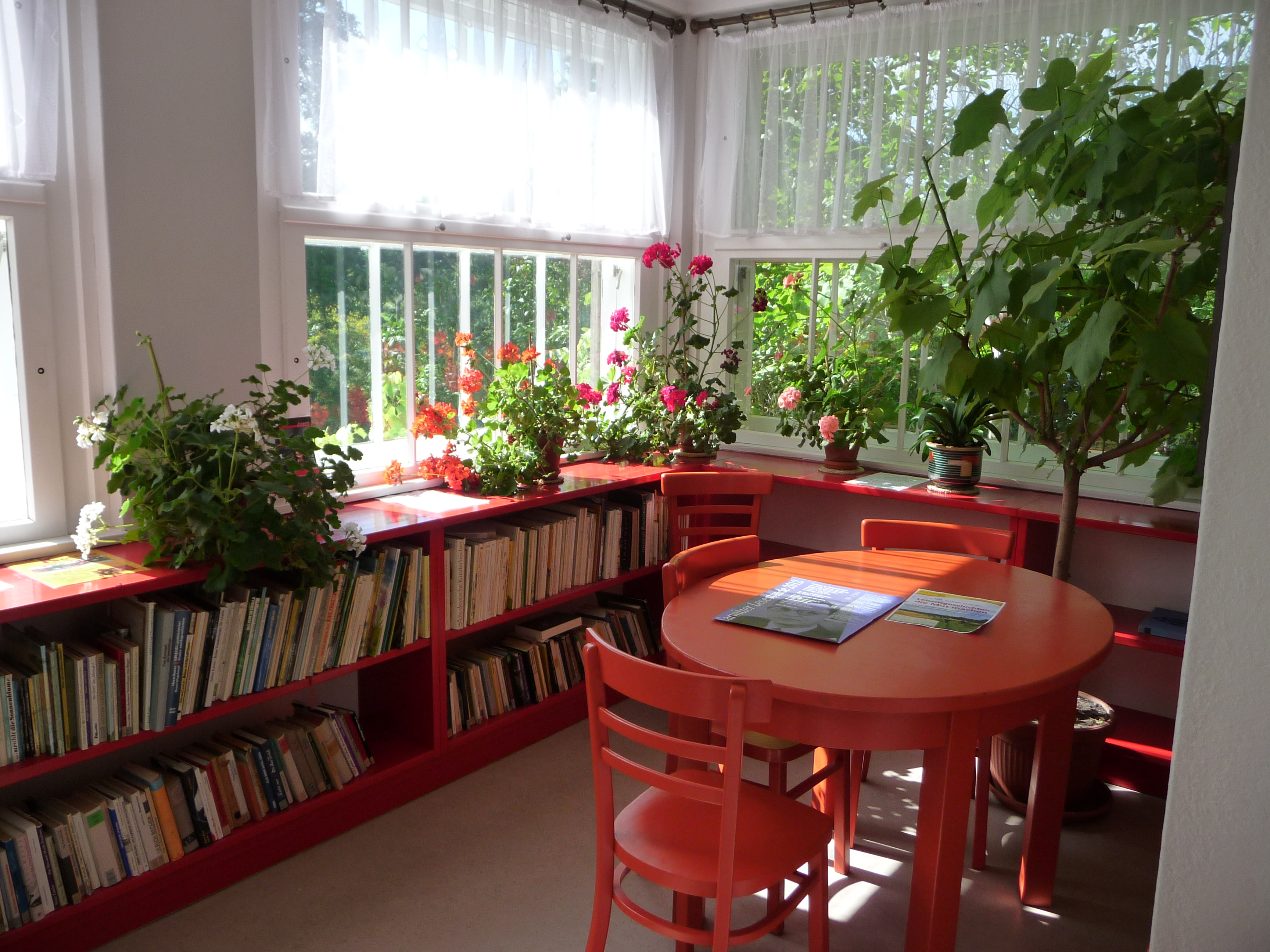
Estudio en su casa

Criado en una familia acomodada, Rudolf Ditzen tuvo una infancia difícil debido a la relación con su padre, que era juez en el Tribunal supremo del Reich en Leipzig, ya que este no lo apreciaba.
En 1899 su familia se mudó a Berlín, y más tarde a Leipzig en 1909, donde ya se le reconocía en la escuela como marginado, y donde empezó a refugiarse más y más en su soledad. Durante un corto periodo de tiempo fue también miembro del grupo juvenil Wandervogel, donde tampoco consiguió crear amistades con jóvenes de su edad.
Más tarde sus padres le enviaron a un instituto en Rudolstadt, ya que habían descubierto que intercambiaba cartas de amor con una chica, aunque la relación con esta fuera solo superficial. El 17 de octubre de 1911 se puso de acuerdo con su amigo Hanns Dietrich von Necker para cometer un doble suicidio en forma de duelo, teniendo como resultado la muerte de Necker. Hans Fallada sobrevivió, aunque con heridas graves, y fue arrestado por homicidio e ingresado en un hospital psiquiátrico. Se le declaró libre de cargos por inimputabilidad y a su debido tiempo pudo salir de la clínica.
Al comienzo de la Primera Guerra Mundial intentó enrolarse como voluntario, pero fue descartado por no apto. Debido a sus problemas de alcoholismo y dependencia de la morfina, entre 1917 y 1919 pasó la mayor parte del tiempo en clínicas de desintoxicación, mayormente en Posterstein (Turingia). Durante este periodo llevó a cabo sus primeros intentos literarios. Las dos novelas que escribió entonces (publicadas en la editorial Rowohlt) no tuvieron éxito alguno y fueron un fracaso financiero para el editor Ernst Rowohlt. Otros proyectos, como el relacionado con la traducción de la obra de Romain Rolland, tampoco dieron fruto. Fallada, que realizó estudios agrarios en Posterstein, pudo sobrevivir económicamente gracias a trabajos esporádicos como administrador, como ayudante en la cámara de agricultura de Stettin y como empleado de una empresa de cultivo de patatas en Berlín.
Más tarde fue condenado dos veces por delitos de desfalco y estafa que cometió para poder financiar su drogodependencia. En 1928, tras ser puesto en libertad por segunda vez, conoció a Anna "Suse" Issel en Hamburgo-Eilbek, a quien tomaría como modelo para su figura literaria Lämmchen (corderito/a), y con la que se casó el 5 de abril de 1929 en Hamburgo. Con Suse tuvo cuatro hijos, de los cuales uno falleció durante el parto y otro aún en su infancia. Durante el matrimonio Hans y su mujer vivieron separados: ella con su madre en Hamburgo, él en Neumünster, donde trabajaba para la industria local de turismo como periodista y empleado de la sección de anuncios.
A principios de 1930 comenzó el éxito literario de Fallada. Tras la atención recibida por su novela sobre el movimiento contra la República de Weimar, Bauern, Bonzen und Bomben (Granjeros, caciques y bombas) y aconsejados por el editor Ernst Rowohlt, los Fallada se mudaron a las afueras de Berlín, primero a Neuhaben y más tarde a Berkenbrück. Rowohlt proporcionó a Fallada un puesto a tiempo parcial en su editorial, para que pudiera dedicarse a su carrera literaria sin otro tipo de preocupaciones económicas. Así surgió la novela Kleiner Mann - was nun?  (Pequeño hombre, ¿y ahora qué?), que se convirtió en un best seller y supuso el éxito de Fallada como escritor. Eligió el seudónimo Hans Fallada basado en dos cuentos de los hermanos Grimm: el desafortunado Hans de Hans im Glück (Juan con suerte) y de Die Gänsemagd (La pastora de ocas), cuento en el cual aparece un caballo llamado Falada, que incluso tras su muerte sigue diciendo la verdad.
En marzo de 1933 Fallada fue arrestado por sospecha de que tuviera conocimiento sobre actividades hostiles al Estado. A continuación renunció a su casa en Berkenbrück y compró ese mismo año una casa en Carwitz, Mecklemburgo-Strelitz. Allí escribió varias novelas de crítica social, tales como Wer einmal aus dem Blechnapf frißt, en la cual relata sus experiencias en la cárcel de Neumünster. El libro pudo ser publicado durante el régimen nacionalsocialista, ya que este se ahonda en el trato recibido por los presos en la República de Weimar.
Debido al control sobre obras literarias de la cámara de literatura del Reich y para asegurar su carrera como autor, Fallada pasó a ser un escritor de literatura de entretenimiento. En su momento Hans Fallada intentó ingresar en la cámara de literatura, pero su solicitud no fue recibida de manera positiva, aunque tampoco denegada. El rechazo definitivo de esta solicitud hubiera supuesto la prohibición total de publicación, y, como consecuencia, el fin de la carrera del autor.

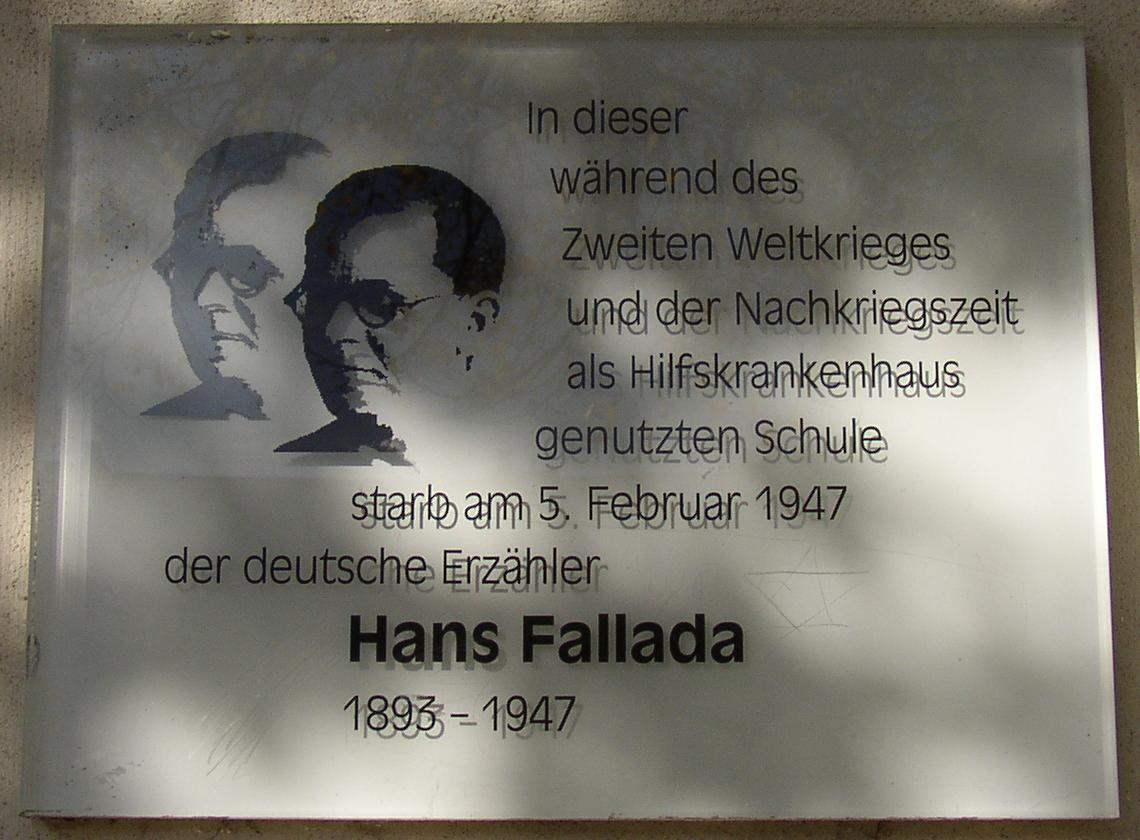
Placa conmemorativa en Berlin-Niederschönhausen.

El 5 de julio de 1944 se separó de su mujer. El 24 de agosto de ese mismo año, fue detenido por intento de asesinato tras disparar un arma de fuego contra una mesa durante una pelea con su exmujer. Como resultado volvió a ser ingresado en el manicomio de Strelitz entre el 4 de septiembre de 1944 y el 13 de diciembre de 1944 como inimputable. Allí escribió, entre otros Der Trinker. En febrero de 1945 contrajo matrimonio con Ursula Losch, que también sufría de problemas de drogodependencia y era casi treinta años más joven que él.
En 1945 tomó la función de alcalde durante un corto periodo de tiempo en la pequeña ciudad de Feldberg, cerca de Carwitz, nombrado por el Ejército Rojo. Más tarde se trasladó con su mujer a Berlín y trabajó allí para la publicación Tägliche Rundschau.
Murió en 1947, a los 53, de una enfermedad cardíaca provocada por los años de adicción. No vio publicado su último trabajo Solo en Berlín (novela) sobre la pareja Otto y Elise Hampel, que escribió en solo 24 días internado en una institución mental.
El Premio Hans Fallada se estableció en Neumünster en 1981.

## Obras
- Der junge Goedeschal, 1920
- Anton und Gerda, 1923
- Bauern, Bonzen und Bomben, 1931
- Kleiner Mann – was nun?, 1932
- Wer einmal aus dem Blechnapf frißt, 1934
- Wir hatten mal ein Kind, 1934
- Märchen vom Stadtschreiber, der aufs Land flog, 1935
- Altes Herz geht auf die Reise, 1936
- Hoppelpoppel – wo bist du?, cuentos infantiles, 1936
- Wolf unter Wölfen, 1937
- Geschichten aus der Murkelei, cuentos infantiles, 1938
- Der eiserne Gustav, 1938
- Süßmilch spricht, 1938
- Kleiner Mann, Großer Mann – alles vertauscht oder Max Schreyvogels Last und Lust des Geldes, 1939
- Süßmilch spricht. Ein Abenteuer von Murr und Maxe, cuento, 1939
- Der ungeliebte Mann, 1940
- Die Stunde, eh' du schlafen gehst, 1941
- Das Abenteuer des Werner Quabs, cuento, 1941
- Damals bei uns daheim, memorias, 1942
- Heute bei uns zu Haus, memorias, 1943
- Fridolin, der freche Dachs, 1944
- Jeder stirbt für sich allein, (Solo en Berlín) edición reducida y modificada, 1947
  - edición no modificada: Aufbau, Berlín 2011 - ISBN 978-3-351-03349-1
- Der Alpdruck, 1947
- Zwei zarte Lämmchen weiß wie Schnee, Berlín 1948
- Der Trinker, 1950 (Manuscrito de 1944)
- Ein Mann will nach oben, 1953
- Junger Herr – ganz groß, 1965
- Gesammelte Erzählungen, Braunschweig 1967
- Ausgewählte Werke in Einzelausgaben, diez tomos, a partir de 1962
- Heute bei uns Zuhaus, nueva edición de 1992
- Frühe Prosa in zwei Bänden, Berlín 1993
- Der Jungherr von Strammin, Berlín 1996
- Drei Jahre kein Mensch. Strafgefangener Zelle 32, Berlín 1998, Primera edición
- Sachlicher Bericht über das Glück, ein Morphinist zu sein
- In meinem fremden Land: Gefängnistagebuch 1944, 2009